# Crystal River (Colorado)
Der Crystal River ist ein Nebenfluss des Roaring Fork River von etwa 64 km Länge. Er liegt im Westen des US-Bundesstaates Colorado. 
Der Crystal River entspringt in den Elk Mountains im Gunnison County, durchfließt die Geisterstadt Crystal City und vereinigt sich unterhalb von Carbondale mit dem Roaring Fork River.